# Lepus granatensis
Lepus granatensis este o specie de mamifere din familia iepurilor, Leporidae. Se găsește în Spania și Portugalia, dar și în Pyrénées-Orientales, Franța, unde a fost introdusă. Uniunea Internațională pentru Conservarea Naturii a clasificat această specie ca fiind neamenințată cu dispariția.

## Taxonomie
S-a considerat că Lepus granatensis face parte din Lepus capensis (iepure al Capului) sau Lepus europaeus (iepure de câmp), dar acum este considerată specie separată. A fost descrisă științific pentru prima oară în 1856 de Wilhelm Gottlieb Rosenhauer. O anumită populație de iepuri din Sardinia este momentan inclusă în L. capensis până ce se dovedește contrariul, deși înainte era inclusă în L. granatensis. Sunt recunoscute trei subspecii:
- Lepus granatensis granatensis (Rosenhauer, 1856)
- Lepus granatensis gallaecius (Miller, 1907)
- Lepus granatensis solisi (Palacios & Fernández, 1992)

## Descriere
Iepurii din specia Lepus granatensis au per total dimensiuni mai mici decât cei din Lepus castroviejoi și Lepus europaeus.

## Răspândire și habitat
L. granatensis este originară din Spania și Portugalia, dar acum se află și în Franța, în Pyrénées-Orientales, unde a fost introdusă. Se găsește până la altitudinea de 1.900 m. Habitatul său este alcătuit din păduri muntoase, terenuri arabile și dune. Densitatea populației poate ajunge la 24,2 iepuri/100 ha în Parcul Național Doñana și la 79,8 iepuri/100 ha în partea de sud a Iberiei.

## Comportament și ecologie
L. granatensis este nocturnă. Se reproduce pe durata întregului an, dar apogeul este atins prin perioada februarie-iunie. Este gazdă pentru paraziți și agenți patogeni. Printre prădătorii săi se numără uliul porumbar, acvila de munte, acvila porumbacă, acvila de câmp, buha mare, șorecarul comun, lupul cenușiu, eretele sur, pisica sălbatică europeană, acvila mică, râsul iberic, jderul de piatră, gaia neagră, gaia roșie și vulpea roșie.

## Stare de conservare
Deși nu există amenințări majore care să o amenințe, L. granatensis este amenințată de pierderea habitatului, schimbarea climatului, braconaj și vânare excesivă și de chimicale folosite în agricultură. Per total, specia este comună și abundentă și populația este stabilă, în nord-estul Spaniei fiind în creștere, dar în unele zone este rară sau chiar dispărută. Arealul său cuprinde Parcul Național Doñana, o arie protejată. Uniunea Internațională pentru Conservarea Naturii a clasificat această specie ca fiind neamenințată cu dispariția.